# 两广护国军都司令部

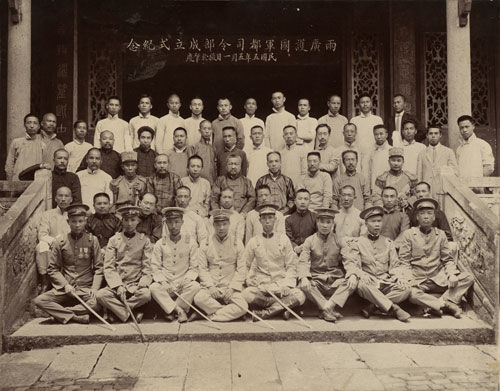
两广护国军都司令部成立式纪念，民国五年五月一日摄于肇庆

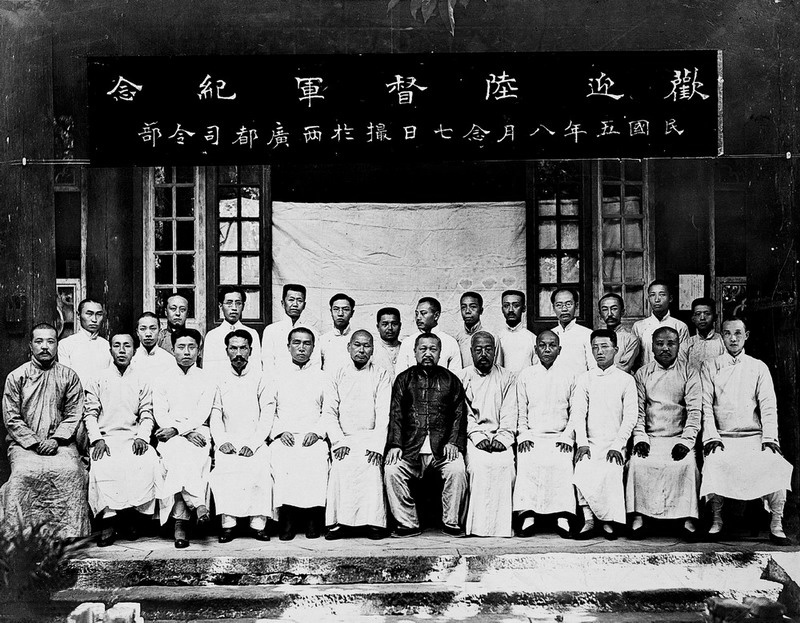
欢迎陆督军纪念，民国五年八月廿七日摄于两广都司令部

两广护国军都司令部是在护国战争中，于1916年在广东肇庆成立的广东省和广西省护国军领导机关。

## 沿革
1916年5月1日，在广东肇庆成立了两广护国军都司令部，岑春煊任都司令，梁启超、李根源为正副都参谋。都司令部设参谋部、秘书厅、外交局、财政厅、盐务局、饷械局、参议厅等机关。根据《都司令部组织令》，两广护国军都司令统辖广东省、广西省军队，管理一切军务并兼筹政务及财政。同年5月8日，由参加护国起义的各省、各军共同组成的军务院在肇庆的两广护国军都司令部的基础上成立。9月10日，龙济光交出广东督军印后，岑春煊即通令結束司令部。

## 组成
以下列出都司令部主要组成人员：
- 都司令：岑春煊
- 参谋部：
  - 都参谋：梁启超
  - 副都参谋：李根源
  - 驻沪军事代表：钮永建
  - 出师计划主任：蒋方震、林摄
  - 编制兼谍查主任：赵正平
  - 参谋部附：王肇基、陈元泳、苏焕图
  - 上校参谋：陈璩章、詹宗瀚、张佩绅、周扬亚
  - 中校参谋：张鉴泰、周汝康、曾广纶、骆凤翔、张沛泽、郭自钦
  - 少校参谋：郑柱、刘永祚、杨源华、莫鲁、赵濂、林贤绍、李光燦、华封治、黄雲、郭伯森、孙铭、
  - 上尉参谋：缪嘉琦、李希贤、苏雄、黄在璣、钱镇南、张怀三、刘崎、梁国基、袁槿、李元、许金源
  - 调查委员：杨越、明德恒、李颂锵、孙琎
  - 文牍委员：张佩绅（文牍委员长，兼）游金铭、张益炳、张问瀛、刘寿朋、郭之瀚
- 编纂处：
  - 主任：刘寿朋
  - 编纂员：陈国璜、游金铭、郭之瀚、罗鹍
- 秘书厅：
  - 秘书长：章士钊（卢铸代）
  - 秘书：文群、吴贯因、黄大暹、容伯挺、范治焕、吕鸿元、章其达、龚政、何惺常、梁培、陈祺谦、易象、卢天游、赵世钰、丁润身、顾景、赵正平、周承春
  - 委员：王彭年、周赓尧、岑德成、岑德懋、秦善泽
  - 收发处主任：蒋逢周
  - 管电处主任：张沛泽
  - 电报处委员兼领班：温漳祺
- 参议厅
  - 厅长：冷遹
  - 参议：吕志伊、彭允彝、蒙经、张荣廷、王有兰、朱祖荫、杨晋、缪嘉寿、黄郛、夏寿华、周汝敦、陈时铨、周平珍、李国治、冯翼、温良彝、周枢、张于浔、解永嘉、岑詠
- 外交局
  - 局长：温宗尧（文群兼代）
  - 委员：蔡增基、劳勉、周国贤、毕厚、吴树苑、徐嘉钰
- 财政厅
  - 厅长：杨永泰
  - 委员：陈永幹、余（釒芮）、宋葆畴、郭成沛、沈雄心、杨发锐、张问德、李柏存、何汉、殷之辂、周知礼、刘德泽
  - 第一科科长：岑铭恕
  - 第二科科长：陈国璜
  - 第三科科长：游金铭
  - 第四科科长：丁兆元
- 饷械局
  - 局长：曾彦
  - 科长：冯登蟾、周启基
  - 科员：曾植镜、梁汉声、陆汝杰、崔履升、朱元昌、舒航
  - 粮秣委员：梁培新、吴肇甫
- 副官处
  - 副官长：杨其礼
  - 中校副官：陈建猷、甘尚贤
  - 少校副官：刘觉任、吕沧隐、杨士斌、苏瑞儒、胡振国、饶祖鑫、刘锟麟、岑家禄、明士仲、罗烈、马英武、廖璋、杨锡荣、蒋蠡
  - 上尉副官：黄钟藻、蒙惠、卢化、程凯、郭伯森、周维美、何元烈、吕志浩、徐成、董于霖、盛藻华、李作砺、江炳荣、黄明、赖秉钧
- 庶务处
  - 庶务副官：岑澍时、何俊材、林汉生